# セバスティアン・ロサーダ
セバスティアン・ロサーダ・ベスタルド（スペイン語: Sebastián Losada Bestard, 1967年9月3日 - ）は、スペイン・マドリード出身の元サッカー選手。ポジションはフォワード。元スペイン代表。

## 経歴
レアル・マドリードの下部組織出身であり、1984年9月9日のスポルティング・デ・ヒホン戦(1-1)でトップチームデビューしたが、レアル・マドリード在籍時には成功を収めることができなかった。1985年にはU-20スペイン代表としてFIFAワールドユース選手権に出場し、5試合に出場して3得点を挙げて準優勝に貢献した。1987-88シーズンにはRCDエスパニョールにレンタル移籍し、リーグ戦では8得点を挙げてブレイクスルー選手賞を受賞した。UEFAカップでは決勝進出に貢献し、決勝のバイエル・レバークーゼン戦ではファーストレグ(3-0)で2得点を挙げたが、2試合合計同点となってもつれ込んだPK戦でPKを外し、準優勝に終わった。1988年夏にレアル・マドリードに復帰すると、1989-90シーズンにはわずかリーグ戦16試合の出場で8得点を挙げ、クラブのリーグ優勝に貢献した。1990年11月7日、UEFAチャンピオンズリーグのFCチロル・インスブルック戦(2-2)ではクラブの大会通算400得点目となるゴールを決めた。
1991年にはレアル・マドリードのライバルのアトレティコ・マドリードに移籍したが、しばしばヘスス・ヒル会長と対立した。1992年に移籍したセビージャFCではアルゼンチン代表のディエゴ・マラドーナとチームメイトになり、1993年に移籍したセルタ・デ・ビーゴでは、1995年1月16日のウルグアイ戦でスペイン代表デビューを飾った。同年には27歳で現役引退して弁護士となった。2004年にはスペインサッカー連盟(RSFF)の会長選挙に出馬したが落選した。

## タイトル

### クラブ
- レアル・マドリード

UEFAカップ 優勝: 1984–85
リーガ・エスパニョーラ 優勝: 1988–89, 1989–90
コパ・デル・レイ 優勝: 1988–89
スーペルコパ・デ・エスパーニャ 優勝: 1988, 1989, 1990
コパ・デ・ラ・リーガ 優勝: 1984–85
- アトレティコ・マドリード

コパ・デル・レイ 優勝 : 1991–92
- RCDエスパニョール

UEFAカップ 準優勝 : 1987–88

### 代表
- U-20スペイン代表

FIFA U-20ワールドカップ 準優勝 : 1985

### 個人
- ドン・バロン・アワード ブレイクスルー選手賞 : 1987-1988